# Carlo Curto
Carlo Curto (Pola, 27 dicembre 1892 – Torino, 3 novembre 1972) è stato un saggista, storico della letteratura e insegnante italiano.

## Biografia
Carlo Curto nasce il 27 dicembre 1892 a Pola, in Istria (cittadina allora in territorio austriaco, diventata italiana nel 1918), da Domenico Curto e Giuseppina Mayer.

### Dai primi anni al matrimonio

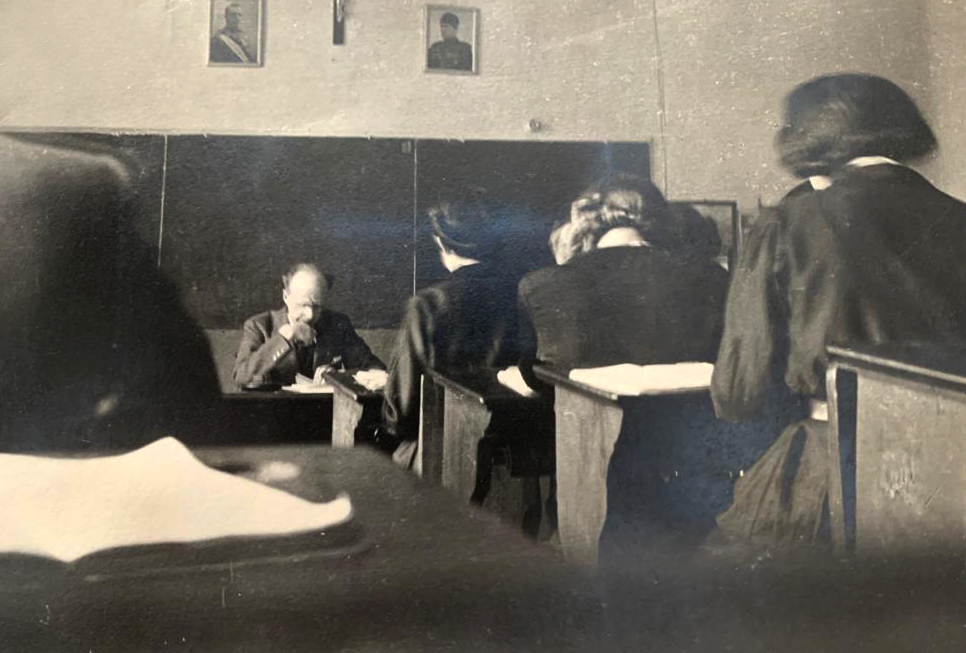
Carlo Curto in aula, anni 30

Nel 1895 con la famiglia si trasferisce a Trieste, dove si forma seguendo sia gli ideali politici del padre mazziniano, sia dello zio Don Gerolamo Curto, il quale sosteneva la necessità che Trieste, l'Istria e tutto il Friuli Venezia Giulia, appartenessero all'Italia e non all'Austria com'era allora. Quando il padre muore nel 1905, Carlo ha solo tredici anni (la madre morirà poi nel 1918), ma riesce a proseguire gli studi al Regio Ginnasio di Trieste e poi alla Facoltà di Lettere dell'Università di Graz in Austria, che frequenta fino al terzo anno.
Chiamato alle armi nell'Esercito austriaco nel 1914, allo scoppio della prima guerra mondiale, sentendosi di nazionalità italiana diserta e fugge a Venezia, dove chiede di arruolarsi nell'Esercito Italiano; però non viene ritenuto abile al servizio militare per la fragile costituzione fisica. Riprende allora gli studi interrotti iscrivendosi all'Università di Bologna dove nel 1915 si laurea discutendo una tesi su "Le vite virgiliane antiche".
Inizia subito a lavorare come insegnante supplente di italiano prima a Ferrara, poi alla Scuola Tecnica della città di Ravenna. È qui che alla Biblioteca Classense conosce Margherita Siccardi, insegnante di Storia dell'arte, originaria di Bra, e si sposano nel 1918. Entrambi ottengono poi il trasferimento in Piemonte e a Bra il 20 agosto del 1919 nasce il loro primo e unico figlio Silvio Curto.

### Attività accademica

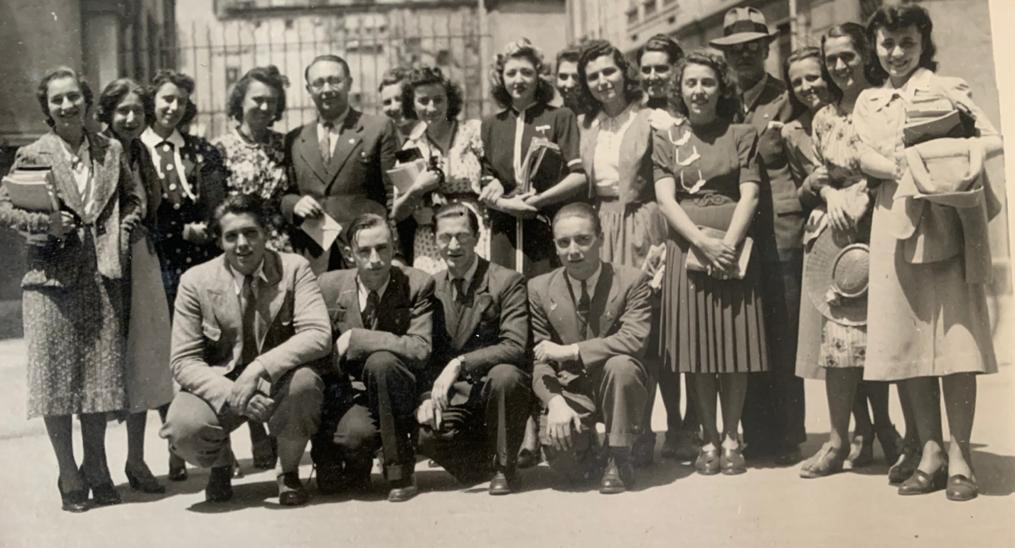
Carlo Curto e i suoi allievi del Liceo Classico Gioberti

Dopo molti trasferimenti, Carlo Curto diventa nel 1924 professore di ruolo di Letteratura Italiana e Letteratura latina al Liceo Classico Vincenzo Gioberti di Torino, dove insegna ininterrottamente fino a quando va in pensione nell'ottobre del 1963.
Contestualmente, dopo aver ottenuto la libera docenza universitaria nel 1934, insegna alla Facoltà di Lettere e Filosofia di Torino dove è professore incaricato di Letteratura Italiana fino all'anno accademico 1966-1967. Tra le sue opere si distinguono i saggi su Bernardino Corio e La letteratura romantica della Venezia Giulia, premiati nel 1932 dall'Accademia dei Lincei, e La poesia del Pascoli, edito da SEI nel 1941.
La Reale Accademia d'Italia gli conferì un premio per la ricerca nel 1941.
Muore a Torino il 3 novembre 1972 ed è sepolto nel cimitero di Bra, in provincia di Cuneo.

## Opere principali

### Libri
- Le tradizioni popolari nel Morgante di Luigi Pulci, Casale, Tip. Cooperativa, 1918
- Del culto di Dante nel secolo 19, Piacenza, Porta, 1921
- Le tre donne benedette nella Commedia di Dante, Bologna, Zanichelli, 1925, poi Paravia, 1932
- Romanticismo e decadentismo nel Pascoli, Torino, Società editrice internazionale, 1928?
- La letteratura romantica della Venezia Giulia (1815-1848), Parenzo, G. Coana, 1931
- Bernardino Corio e la sua Patria Historia, Milano, Tip. San Giuseppe, 1932
- Luigi Pulci (1432-1484), Torino, Paravia, 1932
- L'estetica del Pascoli, Torino, Società editrice internazionale, 1935
- La poesia del Pascoli avanti le Myricae, Torino, Società editrice internazionale, 1937
- Dante etrusco e romano, Torino, Ed. Libreria Italiana, 1940 (Bra, Tip. Grosso e C.)
- La poesia del Pascoli: storia e caratteri, Torino, SEI, 1940
- Un romanzo di gentucea, Torino - Milano - Genova, SEI, 1941
- Alessandro Manzoni, Torino, B. Serra, 1948       * Opere scelte di Silvio Pellico”, Torino, UTET, 1964
- Carlo Curto, Studi nella Letteratura italiana: da Dante a Pascoli, Torino, Giappichelli, 1966

### Altre pubblicazioni
- Ricordi mazziniani nella Venezia Giulia (1831-1915); con una lettera inedita di Giuseppe Mazzini, Roma, Rassegna nazionale, fasc. 16, settembre 1921
- Stendhal e Trieste, Nuova Antologia, Anno 61, Fascicolo 1927-1, aprile 1926, p . 291-295
- Studi pascoliani, Nuova antologia, 1. febbraio 1942